# Joy Buolamwini
Joy Adowaa Buolamwini – ghańsko-amerykańska informatyczka i działaczka cyfrowa działająca w MIT Media Lab. Założyła Algorithmic Justice League, organizację, która dąży do ograniczenia stronniczości w decision-making software.

## Wczesne życie i edukacja
Buolamwini urodziła się w Edmonton, dorastała w Missisipi i uczęszczała do szkoły średniej w Cordovie. W wieku 9 lat zainspirowała się Kimsetem, robotem MIT i nauczyła się XHTML, JavaScript i PHP. Konkurowała w zawodach skoku o tyczce.
Jako studentka Buolamwini studiowała informatykę w Georgia Institute of Technology, gdzie zajmowała się informatyką w służbie zdrowia. Buolamwini ukończyła Georgia Tech jako Stamps President's Scholar w 2012 roku i była najmłodszą finalistką Georgia Tech InVenture Prize w 2009 roku.
Buolamwini jest stypendystką Rhodes Scholar, stypendystką Fulbrighta, Stamps scholar, stypendystką Astronaut Scholar i Anity Borg Institute scholar. Jako stypendystka Rhodes studiowała learning and technology na Uniwersytecie w Oxfordzie. W 2017 r. uzyskała tytuł magistra z MIT za badania nadzorowane przez Ethana Zuckermana.

## Kariera i badania
W 2011 roku połączyła siły z programem Trachoma w Carter Center, aby opracować system oceny dla Etiopii oparty na Androidzie, mający pomóc w eliminacji choroby na całym świecie.
Jako stypendystka Fulbrighta, w 2013 roku Buolamwini pracowała z lokalnymi informatykami w Zambii, aby umożliwić zambijskiej młodzieży zostanie twórcami technologii. 14 września 2016 roku Buolamwini pojawiła się na szczycie Białego Domu poświęconym informatyce dla każdego.
Jest badaczką w Laboratorium Mediów MIT, gdzie identyfikuje błędy w algorytmach i rozwija praktyki odpowiedzialności podczas ich projektowania; w laboratorium Buolamwini jest członkinią grupy Ethan Zuckerman's Center for Civic Media. Podczas swoich badań Buolamwini pokazała systemom rozpoznawania twarzy 1000 twarzy i poprosiła je o zidentyfikowanie, czy były to twarze męskie czy żeńskie; odkryła, że oprogramowaniu trudno jest zidentyfikować kobiety o ciemnej skórze. Jej projekt, Gender Shades, przyciągnął znaczną uwagę mediów i stał się częścią jej pracy dyplomowej MIT. Jej praca Gender Shades z 2018 roku wywołały reakcję IBM i Microsoftu, które szybko udoskonaliły swoje oprogramowanie. Jej program ma na celu podkreślenie uprzedzeń w kodzie, które mogą prowadzić do dyskryminacji niedostatecznie reprezentowanych grup. Stworzyła dwa filmy, 'Code4Rights' i 'Algorithmic Justice League: Unmasking Bias".

## Nagrody
Magazyn Fast Company umieścił ją na liście czterech "bohaterów designu, którzy bronią demokracji w sieci". W 2018 roku została umieszczona na liście 100 kobiet BBC. W 2018 roku znalazła się w rankingu "America's Top 50 Women In Tech" Forbesa.

## Życie osobiste
Buolamwini żyła w Ghanie, Barcelonie, Memphis i Atlancie.